# 劇場版 仮面ライダー鎧武 サッカー大決戦!黄金の果実争奪杯!
『劇場版 仮面ライダー鎧武 サッカー大決戦!黄金の果実争奪杯!』（げきじょうばん かめんライダーガイム サッカーだいけっせん おうごんのかじつそうだつカップ）は、2014年7月19日より東映系で公開された、日本の映画作品。同時上映作品は『烈車戦隊トッキュウジャー THE MOVIE ギャラクシーラインSOS』。
キャッチコピーは「絶対に負けられない夏がやってくる。」「全アーマードライダー 出陣!」「全アーマードライダー出陣! 禁断の“黄金の果実”を手に入れるのは誰だ!?」。

## 概要
特撮テレビドラマ『仮面ライダー鎧武/ガイム』初の単独劇場版作品で、前年よりも半月ほど前倒しして7月中旬に公開された。ほぼ同時期に2014 FIFAワールドカップが開催されるのを記念し、本作品ではJリーグとの協力の元、平成仮面ライダーシリーズの劇場版としては初めて「サッカー」を題材に取り入れたコラボレーション作品として制作されている。紘汰を演じる佐野岳がサッカー経験者であることに加え、脚本の鋼屋ジンの「変身してサッカーをする」という案が採用され、物語のクライマックスでは白熱のサッカー対決が展開された。
仮面ライダーに欠かせないバイク戦闘シーンでは、アクション性を優先するために劇中オリジナルのロックビークルではなく競技用トライアルバイクの使用に加え、スーツアクターに現役レーサーの野本佳章を起用している他、シリーズ初となる馬に騎乗しての本格的な一騎討ちの撮影を行っている。
前年の『劇場版 仮面ライダーウィザード in Magic Land』と同様に、テレビシリーズとは異なるパラレルワールドを舞台とし、主人公である葛葉紘汰がテレビシリーズの世界から本作品の世界へ迷い込むというストーリーが展開される。そのためテレビシリーズでは既に退場済みの登場人物も登場する。またテレビシリーズともリンクしたストーリー構成となっており、第37話では番外編として、紘汰ではなく駆紋戒斗（仮面ライダーバロン）が本作品の世界に迷い込むというストーリーが展開され、本作品へと繋がる台詞や出来事も盛り込まれた。また最終回である第47話では、本作品で倒されたコウガネがテレビシリーズの世界で復活するという展開が描かれている。
ゲストとして本作品オリジナルの仮面ライダーであるコウガネ / 仮面ライダーマルス役に片岡愛之助、そして現役サッカー選手の佐藤勇人・駒野友一、元サッカー選手の中山雅史が本人役で出演する。
夏の劇場版では恒例化している「劇場版が初出となる新ライダーや新フォームの登場」も踏襲されており、本作品では仮面ライダー冠や仮面ライダーマルス、仮面ライダー鎧武・闇など多数の新ライダーや新フォームが登場している。またこちらも前年と同様に、ED終了後には冬の劇場版である『仮面ライダー×仮面ライダー ドライブ&鎧武 MOVIE大戦フルスロットル』の特報も流れたが、上映当時は『仮面ライダードライブ』の正式発表前であったため、特報内ではドライブの名前は映し出されていない。

## あらすじ
謎の少年ラピスとの出会いをきっかけに葛葉紘汰 / 仮面ライダー鎧武はパラレルワールドへ飛ばされるが、その世界の沢芽市ではダンスに代わり、サッカーが娯楽として盛んに行われていた。沢芽スタジアムでは全ビートライダーズが集結し、各チームがサッカーで争う「オールライダーカップ」が開催されており、あらゆる願いが叶えられるという優勝賞品「黄金の果実」を巡って、熾烈な試合が繰り広げられていた。元の世界では既に死んでいるチーム鎧武の初代リーダー角居裕也に仮面ライダー黒影こと初瀬亮二、チームゲネシスにはシドに消息を絶った呉島貴虎もいる。
これらの事実に戸惑いを隠せなかった紘汰も徐々にこの世界に馴染み、皆がライダーに変身し熱く激しくサッカーバトルに挑む一方、盛り上がりをみせるオールライダーカップの裏では、謎の男コウガネが密かな暗躍を続けていた。やがて平和そのものであったこの世界にも争いが起こり始め、アーマードライダーたちが熾烈な同士討ちをはじめてしまう。それを陰で操るコウガネの存在に気付いた紘汰は鎧武に変身するが、心の内にあった憎しみをコウガネにつけ込まれ、仮面ライダー鎧武・闇へと変貌してしまう。

## 登場人物
ラピス（シャムビシェ） / 仮面ライダー冠
青い石の首飾りをつけ、左腕に腕輪を填めた謎の少年。紘汰から教わった「他者を傷付けることが無い戦い」としてサッカーに興味を持ち、彼と交流するようになるが、その不審な行動からアーマードライダーたちを襲う奇怪な事件の容疑者として追われることになる。
その正体はフェムシンム・オーバーロードインベスの1人であるシャムビシェ。幻ではなく物理的な実体がある「夢」を操る能力を持ち、それを応用することにより自身や対象の見たり聞いたりした体験を元に、夢の世界を作り出す。本作品の舞台であるサッカーに溢れていた沢芽市も、紘汰から聞いたサッカーの話を元にラピスが作り上げた夢の世界であった。『小説 仮面ライダー鎧武』では集合的無意識から創り出した領域とされている。
フェムシンムの争い、他者が憎み合うことに疲れ果てながらもコウガネを封印していた。
テレビシリーズでは本作品の公開に先駆けて第37話に登場。テレビシリーズの戒斗を自身が作った夢の世界へと引き込んだが、そこでの体験を経てもなお「どの世界でも自分は強くありたい」という彼の変わらぬ態度に呆れ、この世界で過ごした記憶を消去して元の世界へと戻した。
紘汰に名乗った名前の由来はラピスラズリ、フェムシンムとしての名前はオーバーロード語で紺碧を意味する。

コウガネ / 仮面ライダーマルス
自らを新世代の神と称し、アーマードライダーの全滅を目論む謎の男。その正体はかつてオーバーロード（フェムシンム）の科学者が人工的に黄金の果実を作り出そうとした結果、誤って誕生させてしまった人造生命体。紘汰たちの前で現れた、黒いマニキュアと金と黒の装飾がある壮年の男性の姿も仮に過ぎず、その実態は巨大な炎に包まれている黄金のリンゴ。性格は傲慢かつ冷酷で、威圧的な態度をもって人類を野蛮な下等生物を見下している他、アーマードライダーたちを争わせて疑心暗鬼に追い込むなど非常に悪辣で狡猾な面も持つ。壮年の男性の姿でも他の人間に擬態、イナゴを操って仮面ライダーデュークの不意を突き、養分として吸収するなどの多彩な戦法を持つ。
また生物の闘争心・嫉妬・憎悪・悪意を増幅させる能力も持ち、テレビシリーズに登場したロシュオたちフェムシンムの民たちの闘争心を暴走させて他のインベスたちと同士討ちさせた、いわばフェムシンムの滅びの元凶となった存在でもあった。
ラピスによって夢の世界へと封印されていたが、サッカー世界の戦極凌馬がこれらの実験が示された碑文を解読したのをきっかけに実験を再現したことで復活してしまい、サッカー世界の角居裕也に擬態しながら特殊なイナゴ・邪悪の種を使用することで、夢の世界の住人やアーマードライダーたちをかつてのフェムシンムの民と同じく争わせ、そのエネルギーを蓄えていた。これによって金のリンゴロックシードを完成させ、仮面ライダーマルスへと変身する。
出身がヘルヘイムの世界でありながら作中では始終日本語で喋り、地球のあらゆる禁断の果実の歴史や伝説にも詳しい。このため、冒頭ではナレーションで北欧神話の黄金の林檎、ギリシャ神話の不老不死の果実アムブロシアー、聖書の知恵の実について語っている。
また現実世界のロックシードを使ったインベス召喚の知識も持っていて、裕也に擬態時も所持していた完成前の金のロックシードを紘汰に護身用だとごまかそうとしたが、夢の世界にいないインベスの存在を口にしてしまったことで正体を現す。
紘汰と舞にコウガネとしての正体を明かした後はマルスに変身して鎧武と交戦。ドングリアームズやドリアンアームズ、ジンバーレモンを退けながら、裕也の姿で鎧武の動揺と憎しみを誘うことに成功し、邪悪の種を植え付けて紘汰を仮面ライダー鎧武・闇として支配下に置いた。
自身の野望の障害となるラピスを舞と共に鎧武・闇に排除させようとするが、サガラに真相を知らされた龍玄、異変を察知して身を隠していたマリカ、湊に助けられたバロンによって阻まれる。その間に舞の説得で立ち上がったラピスによって正気を取り戻した鎧武と再び交戦。カチドキアームズに変身した際は形勢逆転を許してしまい、自身もイナゴの大群に変身して鎧武、龍玄、バロン、マリカを持ち上げて平野に移動。途中で鎧武に抵抗されるもイナゴが変身した馬に乗って鎧武たちを斬りつけた。その後、ラピスが自身の能力で作り出した馬に極アームズの鎧武が騎乗したことを機に騎馬戦を展開。ソードブリンガーで鎧武の無双セイバー、ソニックアローの攻撃を相殺しながら斬りかかろうとするが、飛び上がった瞬間にソニックアローの射撃を馬が喰らったことで再びイナゴに分散。再び集合して巨大な炎の馬に形態を変えて再度、鎧武に攻撃を仕掛けるも大剣モードの火縄大橙DJ銃で真っ二つにされ、取り込んだペコ、ザック、初瀬、城乃内、貴虎、凰蓮を解放してしまう。次にマルスを模した分身体と巨大な牙がある口のような異形のサッカーゴールを出現させて鎧武、冠、バロン、龍玄、黒影、グリドン、ナックル、黒影・真、ブラーボ、斬月・真、マリカたちを滅ぼすべくサッカー戦を展開する。最後はサッカーボールとなった冠をアーマードライダーたちが連携プレーで連続パス、鎧武がサッカーゴールにあるコウガネの本体にシュートし、冠の蒼銀杖と鎧武の無頼キックを同時に喰らったことで爆散した。
テレビシリーズでは本作品の公開に先駆けて、マルスの姿のみが第37話のラストに登場しており、光実と貴虎を探す紘汰を密かに見つめ、黄金の果実の歴史を語りながらラピスの作った世界へとクラックを通して侵入する様子が描かれている。また最終回でも復活を遂げ、仮面ライダー邪武として光実たちの前に立ちふさがる。名前は黄金（こがね）に由来し、オーバーロード語ではなく日本語のコガネの捩りとなっている。

佐藤勇人
チーム鎧武の仲間として登場。
駒野友一
チームバロンの仲間として登場。
中山雅史
サッカーに溢れていた沢芽市の世界で、ファンに自慢のシュートを披露していた。戸惑っている紘汰のシュートに賞賛を贈る。

## 本作品オリジナルのアーマードライダー
数値データは『仮面ライダー鎧武 超全集』と『仮面ライダー Official Mook 仮面ライダー 平成 vol.15 仮面ライダー鎧武/ガイム』に基づく。

### 仮面ライダー鎧武の派生アームズ
テレビシリーズにも登場したバナナアームズを含め、3つの形態が登場する。変身に用いられるロックシードは、コウガネによって、邪悪の種を植え付けられ、同士討ちしたアーマードライダーたちが遺したものを使用し、マルスとの初戦で変身した。
変身には用いられなかったものの下記のもの以外にも斬月・真のメロンエナジーロックシードや黒影トルーパーのマツボックリロックシードも一時的に所持しており、こちらはクライマックスにて、貴虎と初瀬が復活を果たした際に返却している。
ドングリアームズ
ドングリの鎧を装備した派生形態。グリドンの残したドングリロックシードを使用し、鎧や眼の色、それに装着時の音声はグリドンのものに準じている。
専用アームズウェポンもグリドンと同様にドンカチを使用し、これを振るっての近接格闘戦を得意とする。
劇中ではバナナアームズの次に変身した。

ドリアンアームズ
ドリアンの鎧を装備した派生形態。ブラーボのドリアンロックシードを使用し、鎧や眼の色、それに装着時の音声はブラーボのものに準じている。
専用アームズウェポンもブラーボと同様にドリノコを使用し、二刀流での近接格闘戦を得意とする。
ドングリアームズの次に変身した。

### 仮面ライダー鎧武・闇
鎧武の変異形態。読みは「ガイム・やみ」。コウガネに邪悪の種を植え付けられた紘汰が、ブラックオレンジロックシードとブラックレモンエナジーロックシードを用いて変身した姿で、コウガネですらこの形態への変貌には驚きを示した。劇中では舞から黒い鎧武と称されている。
- デザインは、バンダイの西澤清人がジンバーレモンアームズや黒影のフィギュアから発想した[8]。マスクは『てれびくん超バトルDVD』に登場したフレッシュオレンジアームズの色変え[9]。裃部分は新規に造形された[9]。

アームズ
ブラックジンバーアームズ
変身のプロセスや装着時の音声はジンバーレモンアームズと同様だが、全身がドス黒いオーラに包まれた後、墨汁を撒き散らすかのような禍々しいプロセスとなっている。外見もジンバーレモンアームズに近いが、スーツや胸部プレートが黒、戦極ドライバーのベルト部、腕や足の装甲が銀色、眼がくすんだ黄色へとそれぞれ変色している。
スペックは極アームズを上回り、紘汰自身の高い身体能力に加え、邪悪の種を植え付けられたことで解放された闘争心も相まって、無双セイバーを振るい敵を倒すことのみを考え、容赦のない攻撃をする剣術戦を得意とする。

### 仮面ライダー黒影・真
ペコが変身する次世代型アーマードライダーで、読みは「くろかげ・しん」。モチーフは黒影と同様に「和」の鎧で、足軽を彷彿とさせる細身のフォルムが特徴である。スーツの色は黒。黒影の名こそ冠しているが、斬月・真やバロン レモンエナジーアームズと同様にドライバーとロックシードは別の物を使用している。
オールライダーカップの後、邪悪の種を植え付けられたペコがザックに襲い掛かる形で変身し、助太刀に入ったバロンとの勝負の最中に邪悪の種の植物に覆い尽くされてしまい姿を消してしまう。クライマックスにて他のアーマードライダーと同様に復活を遂げ、マルスとの決戦に臨む。
形態
マツボックリエナジーアームズ
マツボックリの鎧を装備した基本形態。鎧の形状や眼の色は通常の黒影と同様だが、変身にはマツボックリエナジーロックシードが用いられる。またこの2つを用いて変身する他の新世代ライダーとは異なり、専用アームズウェポンとして影松・真を備えており、素早い身のこなしを活かした棒術戦を得意とする。
ゲネシスドライバーのシーボルコンプレッサーを押し込むことで「リキッド!」の電子音声の後に「マツボックリエナジーアームズ!」の装着音声が発声され、その後に鳴る効果音は三味線のような旋律で、同時に「ソイヤ!・ヨイショ!・ワッショイ!」の祭り囃子のような電子音声が流れる。
アームズウェポン
影松・真（）
マツボックリエナジーアームズ専用の長槍型アームズウェポン。通常の影松とは異なり両端に穂先を備えており、また片方の刃は十文字槍に近い形状となっている。
本作品の公開に先駆け、テレビシリーズでも鎧武 極アームズが召喚する形で登場しており、黒影の影松と同時に使用された。
『ドライブ&鎧武』の『MOVIE大戦フルスロットル』では、鎧武 極アームズが召喚した物を借りる形でバロンが使用している。

### 仮面ライダー冠
ラピスが変身するアーマードライダー。読みは「かむろ」。モチーフは鎧武と同様に「和」の鎧。スーツの色は水色と銀色。日本語字幕公開時では冠ではなく、ミスリルという名前で表示されている。劇中ではこの姿で戦うシーンは描かれなかった。
コウガネとの決戦において自らシルバーアームズを模したエネルギーのボールに姿を変化させ、アーマードライダーとの連携でマルスの分身を退け、異形のサッカーゴールにある本体を攻撃されまいとするマルスの妨害を防いで鎧武に止めの手助けをした。
- プロテクターのデザインはマルスの色違いで細部のディテールも異なるが、オーバーロード内における紘汰のような立ち位置のキャラクターであることから、顔やアンダースーツのデザインは鎧武をベースとしている[8]。前立のデザインは豊臣秀吉の兜をモチーフとしている[8]。スーツはアップ・アクション兼用も1着のみが制作され[10]、その後テレビシリーズ第47話に登場した仮面ライダー邪武へと改造された[11]。

アームズ
シルバーアームズ
銀のリンゴロックシードで変身する基本形態。兜はオレンジアームズに近く、青いリンゴを模した鎧の各部には、ウサギ状に飾り切りしたリンゴを思わせる意匠が盛り込まれている。また左腕にはラピスが填めている腕輪もそのまま装着されている。
装着時の音声は「シルバーアームズ! 白銀・ニューステージ!」。
専用アームズウェポン蒼銀杖を使用し、リーチを活かした棒術戦を得意とする。

ツール
戦極ドライバー
サガラから贈られたベルトが黄色い初期型で、プレートには冠の横顔が描かれている。劇中未登場だが、DX玩具版では待機音声は鎧武ら同様の和風テイストのものが流れ、カッティングブレードを倒した際の電子音声は「ソイヤッ!」となる。

アームズウェポン
蒼銀杖（）
シルバーアームズ専用の錫杖型アームズウェポン。上の先端には刃と打撃攻撃を兼ねたエネルギーフィールド発振器の銀環があり、これにより蒼銀杖全体を覆う他、強度と破壊力を向上させながら物質を自在に転送する能力を持つ。またその下部には青いリンゴの意匠が施され、下の先端は蒼銀杖の両端のバランスを取る重りにして打撃の破壊力を増すための補強金属も兼ねる銀角がある。最終決戦ではこれでコウガネの本体を突き刺した。
- プロップはアクション用のみが制作され、先端部分は別途に制作されたダメージを受けた形状のパーツに換装可能。

### 仮面ライダーマルス
コウガネが変身するアーマードライダーで、モチーフはバロンと同様に「西洋」の鎧。スーツの色は赤と金色。鎧武 極アームズとほぼ互角の戦闘スペックを誇り、鎧武と次世代ライダーを単独で圧倒した。劇中では紘汰からは黄金のアーマードライダーと称された。
- リンゴをモチーフとしたアームズは斬月の初期案として用意されていたものである[8]。マスクは映画「13日の金曜日シリーズ」に登場するジェイソンを意識してヨーロッパに実在したホッケーマスクに似た兜をモチーフとしている[8]。プロテクター部分はその後『鎧武外伝』に登場するバロン リンゴアームズに改造された[13]。

アームズ
ゴールデンアームズ
金のリンゴロックシードで変身する基本形態。冠 シルバーアームズと同様に、赤いリンゴを模した鎧の各部には、ウサギ状に飾り切りしたリンゴを思わせる意匠が盛り込まれている。
装着時の音声は「ゴールデンアームズ! 黄金の果実!」。待機音はバロンとグリドンと同様にトランペットによるファンファーレとなっているが、装着時の音声は鎧武と同様に和風系という組み合わせとなっている。
専用アームズウェポンであるアップルリフレクターとソードブリンガーを使用し、正確な剣技と鉄壁の守りを駆使した格闘戦を得意とする。
またジャンプしてからの回転斬りや、自らの体をイナゴの集団に分散させたり、馬に騎乗し鎧武と騎馬戦を繰り広げるなど、変幻自在な戦いぶりも見せる。その他にも巨大な炎の馬、金色に輝くマルスの分身体、巨大な牙がある怪物の口のようなサッカーゴールなどの形態も出現できる。
さらにアームズ自体の防御力も異常に高く、鎧武との初戦では橋の上から急降下して、無双セイバーの連発射撃をアップルリフレクターではなくアームズで防御しながら、ソードブリンガーで斬りかかるという荒業な戦法も見せた。

ツール
戦極ドライバー
ベルトが黄色い初期型で、プレートにはマルスの横顔が描かれている。劇中未登場だが、DX玩具版では待機音声はバロンらと同様の洋風テイストで、カッティングブレードを倒した際の電子音声は「カモン!」となる。鎧武との交戦時に紘汰の動揺を誘うために再び角居裕也の姿に化けた際は、金のロックシードが展開した状態でコウガネの擬態裕也に装着されていた。またマルスが無数のイナゴに分裂する際は金のロックシードと共にこのドライバーもイナゴになる。

アームズウェポン
アップルリフレクター
洋風の盾型アームズウェポン。鎧と同様に、飾り切りしたリンゴを模した装甲リフレクラストにより構成され、この分割構造により衝撃を分散する。また中央部のマルスサークルに内蔵されたエネルギー増幅回路の効果で、武器の能力を一時的に向上させることも可能。防御のみならず敵に叩き付けての攻撃にも活用され、またソードブリンガーの鞘としても機能する。作中では金色のエネルギーを纏いながら鎧武を叩き付け、無双セイバー、バナスピアー、ドンカチ、ドリノコ、龍玄のキウイ撃輪、マリカのソニックアローなどあらゆるアームズウェポンの攻撃を防いだ。
ソードブリンガー
片手剣型アームズウェポン。変身時はグリップ部分がリンゴのヘタになる形状でアップルリフレクターに収められており、戦闘時に抜刀される。刃の先端は二股に分かれており、その間のソードコアから発生するエネルギーで刀身を覆い、切れ味を強化する。これによる凄まじい斬撃でアーマードライダーのアームズにダメージを与えることが可能で、また巨大な金色のエネルギー波を放って攻撃することも可能。このためソードブリンガーを使った接近戦、遠距離攻撃もでき、騎馬戦では鎧武が放つソニックアローの矢を弾き、三日月状のエネルギー波で相殺もした。
- プロップはアクション用のみ制作され、剣を盾に着脱させることが可能。

## 用語
黄金の果実
サッカー世界の沢芽市で噂されるどんな願いも叶える力を持つ果実で、オールライダーカップの優勝チームに与えられると言われている。紘汰はテレビシリーズに登場する「知恵の実」と同一の物ではないかという疑念を持っていたが、後に意外な人物が所持していたことが判明する。

チームシャルモン
凰蓮・ピエール・アルフォンゾがアマチュアに本物のサッカーを教えるために参戦したチーム。凰蓮の他、弟子である初瀬亮二と城乃内秀保が在籍している。
前日譚となるテレビシリーズ第37話にも登場し、弱小化したチームバロンを踏み台にランキングに食い込もうと企むも、テレビシリーズの世界から迷い込んだ戒斗と中村憲剛によって強化されたチームバロンに敗北する。
テレビシリーズと同様に洋菓子店シャルモンを本拠としているが、かなりの財力を持っており、劇中ではプロの傭兵部隊を募った凰蓮隊員を従えている。またこの隊員たちはスイカアームズを生身で使用できる。

チームゲネシス
ユクドラシルが「サッカーで世界を征する」という目標を掲げ結成したチーム。呉島貴虎がキャプテンを務め、部下の湊耀子とシドが選手として登録されている。
本拠はユクドラシルタワーで、本作品の世界では治安維持部隊となっているトルーパーズを保有する。

邪悪の種
コウガネが使役する分身の虫。「種」と呼称されているが、実際はイナゴに近い姿をしている。赤い複眼と青と黒の体色が特徴。
人間の怒り・憎しみ・闘争心を増幅させる能力を持ち、これを植え付けられたアーマードライダーたちは増幅された感情に支配され、やがてヘルヘイムのような黒い植物に全身を覆い尽くされた末、残ったアームズの胸部鎧部分も自分のロックシードに吸収されて消滅し、残されたロックシードを介して金のリンゴロックシードを完成させるための養分にされる。不意打ちとはいえ、次世代ライダーのデュークを数匹で襲い、たった数秒で吸収するほど厄介な存在で、劇中ではデューク、黒影・真、黒影、ナックル、シグルド、グリドン、斬月、ブラーボを養分として次々吸収し、光実にも1匹が植え付けようとしたが払いのけられて失敗、鎧武に植え付けた際は鎧武・闇となり、一時的にコウガネの支配下に置かれた。
コウガネの体から無数に生み出されて大群で活動し、マルスの形態時にも分裂が可能。さらに集団で襲いかかり、カチドキアームズの鎧武、バロン、龍玄、マリカなど複数のアーマードライダーたちを持ち上げるほどの怪力も有する。この他にもマルスの軍馬や炎の馬など様々な形態の集合体となることでコウガネを多方面からサポートする。
テレビシリーズ37話、最終話にも登場し、大群が合体するとイナゴ怪人になる。最終話ではコウガネの意識が宿った個体もいて、少女に憑依・寄生して仮面ライダー邪武に変身させた。

金のリンゴロックシード
黄金の果実の正体でコウガネの本体。コウガネが化けた角居裕也が身に付けていたことから、紘汰が彼の正体に気付く切っ掛けとなった。完成前は黒く、上記の邪悪な種によって肥大化した力への欲望と闘争心を増幅されたアーマードライダーたちを養分として吸収しながら金色へと変色・完成する。識別ナンバーは「L.S.-GOLD」。
- プロップは変身前は商品試作の色替え、ライダー用はアクション用モデルが使用された。

銀のリンゴロックシード
コウガネとの決戦を前にして、覚悟を決めたラピスにDJサガラが渡したロックシード。識別ナンバーは「L.S.-SILVER」。
- プロップはアクション用モデルのみが制作された。

マツボックリエナジーロックシード
悪の心を増幅されたペコが所持していたエナジーロックシード。識別ナンバーは「E.L.S.-05」。その経緯については作中では言及されていないが、ゲネシスドライバーと共にいつの間にか所持していた。
劇中には登場しないが、プレミアムバンダイ限定「DXマツボックリエナジーロックシード」にはジンバーマツボックリの変身音声も収録されている。

ブラックオレンジロックシード、ブラックレモンエナジーロックシード
共にコウガネの策略によって闇に染まった紘汰が使用したロックシード。黒く変色した色を除けば、いずれも元となったロックシードと同様の外観、識別ナンバーを備えている。

炎の馬
最終決戦に際してマルスが騎乗した、マルスが操るイナゴの集合体。全身が炎に包まれており、頭部の口から火球状の火炎弾を吐き出す。
マルスの攻撃形態のひとつで外見は燃え盛る炎と外骨格に覆われた巨大なユニコーンだが、顔は尖った歯を持つ頭蓋骨となっている。
背中にはマルスの上半身が出ている形で騎乗している他、炎に燃える数本の尻尾を持つ。
最後は大剣モードの火縄大橙DJ銃で真っ二つにされ、多彩な色の光球状になったペコ、ザック、初瀬、城乃内、貴虎、凰蓮を解放した。

## キャスト
- 葛葉紘汰 / 仮面ライダー鎧武[注釈 8] - 佐野岳
- 駆紋戒斗 / 仮面ライダーバロン - 小林豊
- 呉島光実 / 仮面ライダー龍玄 - 高杉真宙
- 高司舞 - 志田友美
- 呉島貴虎 / 仮面ライダー斬月・真 - 久保田悠来
- ザック / 仮面ライダーナックル - 松田岳
- ペコ / 仮面ライダー黒影・真 - 百瀬朔
- 初瀬亮二 / 仮面ライダー黒影 - 白又敦
- 城乃内秀保 / 仮面ライダーグリドン - 松田凌
- 戦極凌馬 / 仮面ライダーデューク - 青木玄徳
- 湊耀子 / 仮面ライダーマリカ[注釈 9] - 佃井皆美
- 角居裕也 - 崎本大海
- ラピス / 仮面ライダー冠（カムロ） - 田中偉登
- 阪東清治郎 - 弓削智久
- 凰蓮・ピエール・アルフォンゾ / 仮面ライダーブラーボ - 吉田メタル
- シド / 仮面ライダーシグルド - 波岡一喜
- 佐藤勇人（ジェフユナイテッド市原・千葉）
- 駒野友一（ジュビロ磐田）
- 中山雅史
- 沢芽市民[19][注釈 10] - 唐橋充（友情出演）、松本寛也（友情出演）
- チャッキー[19][注釈 10] - 香音
- リカ[19][注釈 10] - 美菜
- 北代高士
- 藤井祐伍
- どうきひろし
- 那月結衣
- DJサガラ - 山口智充
- コウガネ / 仮面ライダーマルス - 片岡愛之助

### 声の出演
- デェムシュ - 杉田智和
- レデュエ - 津田健次郎
- ロシュオ - 中田譲治
- 戦極ドライバー関連アイテム音声 - 平床政治[20][注釈 1]

### スーツアクター
- 仮面ライダー鎧武[21][17] - 高岩成二
- 仮面ライダーバロン[22] - 永徳
- 仮面ライダー斬月・真[23]、中級インベス[24] - 渡辺淳
- 仮面ライダー龍玄[23] - 佐藤太輔
- 仮面ライダーグリドン[25]、仮面ライダーナックル[25] - 岡田和也
- 仮面ライダーシグルド[26]、仮面ライダーナックル[26] - 金子起也
- 富永研司
- 仮面ライダー冠[27][11]、凰蓮部隊[28] - 藤田慧
- 仮面ライダーマルス[27][29]、仮面ライダーブラーボ[29] - 今井靖彦
- 吹き替え[30] - 坂本隆
- 凰連部隊[31] - 喜多川2tom
- 凰連部隊、初級インベス[32] - 渡辺実
- 渡邉昌宏
- 青木哲也
- 仮面ライダー黒影[29]、凰連部隊[33] - 竹内康博
- 橋本恵子
- 平木ひとみ
- 本多剛幸
- 藤井祐伍
- 村井亮
- 凰連部隊[34] - 高田将司
- 内川仁朗
- 仮面ライダー黒影・真[23] - 神前元
- 浅井宏輔
- 押川善文
- 伊藤俊
- 中野高志
- 黒影トルーパー、仮面ライダー黒影[35] - 石井靖見
- 中田裕士
- 井口尚哉
- 小玉百夏
- 松岡千尋
- 湯浅雅恭
- 柏木佑太
- 松村凌太郎
- 田中領
- 小田原徹
- 浦家賢士
- 榮男樹
- 東慶介
- 白井雅士
- わっしょい後藤
- 吉村武将
- 鳩岡大輔
- 平野アキム
- 宮崎高春
- 古山和樹
- 岩崎かな
- 高嵜百花
- 小久江友子
- 脇坂佳孝
- 藤田祥隆
- 五十嵐勝平
- 小幡トビーエーモス
- 杉山智紀
- 清水亜理紗
- 神里まつり
- 正野大輔
- 菅原将暉
- ランディ井上
- 柳澤龍太郎
- 麻田樹
- 久保翔
- 近藤知行
- 金湧紘知
- 内田大地
- 山口雅紘
- 矢部敬三
- 森博嗣
- 関谷健利
- 松本直也
- 仮面ライダーバロン（トライアルバイク）[36] - 野本佳章

## スタッフ
- 原作 - 石ノ森章太郎
- 脚本 - 鋼屋ジン（ニトロプラス）
- 音楽 - 山下康介
- 製作 - 鈴木武幸（東映）、平城隆司（テレビ朝日）、高木勝裕（東映アニメーション）、間宮登良松（東映ビデオ）、和田修治（アサツー ディ・ケイ）、松田英史（東映エージエンシー）、垰義孝（バンダイ）
- 企画 - 白倉伸一郎（東映）、林雄一郎（テレビ朝日）、清水慎治（東映アニメーション）、日達長夫（東映ビデオ）、波多野淳一（アサツー ディ・ケイ）、小川政則（東映エージエンシー）、小野口征（バンダイ）
- 撮影 - 倉田幸治
- 照明 - 斗沢秀
- 美術 - 大嶋修一
- 録音 - 畑幸太郎
- 編集 - 長田直樹
- 整音 - 曽我薫
- スクリプター - 森永恭子
- スケジュール - 山口恭平
- 助監督 - 杉原輝昭
- 制作担当 - 石井誠
- ラインプロデューサー - 富田幸弘、下前明弘
- 撮影応援 - 植竹篤史、小山祐輔、古谷実津海、眞榮平綾乃
- アクション監督補 - 竹田道弘（ジャパンアクションエンタープライズ）
- カースタントコーディネーター - 西村信宏
- ホースコーディネーター - 辻井啓伺
- 助監督応援 - 原田拓明、石井千晶、永井大裕
- 制作応援 - 曽根晋、式守修、浦弘之、平原大志、平岩一輝、平林京子、本城雄也
- 制作デスク - 武中康裕、宮地みどり
- キャラクターデザイン - 田嶋秀樹（石森プロ）、小林大祐・田中宗二郎（PLEX）
- クリーチャーデザイン - 篠原保、Niθ
- 脚本監修 - 虚淵玄（ニトロプラス）
- プロデュース補 - 井元隆佑（東映）、菅野あゆみ
- 絵コンテ - なかの★陽
- タイトル - グレートインターナショナル
- 製作プロダクション - 東映テレビ・プロダクション
- スーパーバイザー - 小野寺章（石森プロ）
- エグゼクティブプロデューサー - 佐々木基（テレビ朝日）、加藤和夫（東映ビデオ）
- プロデュース - 武部直美・望月卓（東映）
- 特撮監督 - 佛田洋（特撮研究所）
- アクション監督 - 石垣広文（ジャパンアクションエンタープライズ）
- 劇場版「鎧武・トッキュウジャー」製作委員会（東映、テレビ朝日、東映アニメーション、東映ビデオ、アサツー ディ・ケイ、東映エージエンシー、バンダイ）
- 監督 - 金田治（ジャパンアクションエンタープライズ）
- 配給 - 東映[注釈 1]

## 主題歌
「YOUR SONG」
作詞 - 藤林聖子 / 作曲・編曲 - 鳴瀬シュウヘイ / 歌 - 鎧武乃風

## 評価
丸の内TOEI1他全国309スクリーンで公開され、2014年7月19日・20日の2日間で興収1億6,983万5,850円・動員13万8,528人を記録し、映画観客動員ランキング（興行通信社調べ）で初登場第4位を獲得した。

## 映像ソフト化
劇場版本編のBlu-ray / DVDソフトには通常版、コレクターズパック版共に抽選で2015年2月開催の『鎧武/ガイム外伝 仮面ライダー斬月/仮面ライダーバロン』上映イベントが当たる応募券を封入（応募期間限定・2014年12月13日〜2015年1月5日まで）。
- Making of 劇場版 仮面ライダー鎧武 サッカー大決戦!黄金の果実争奪杯! ヒーローニッポン代表の夏（DVD1枚組、2014年7月18日発売）
  - 撮影風景のドキュメンタリー、スタッフやキャストのインタビューを収録。
- 劇場版 仮面ライダー鎧武 サッカー大決戦!黄金の果実争奪杯! 通常版（1枚組、2014年11月7日発売、Blu-ray / DVDでリリース）
  - 映像特典
    - TRAILER
    - 作品紹介
- 劇場版 仮面ライダー鎧武 サッカー大決戦!黄金の果実争奪杯! コレクターズパック（3枚組、2014年11月7日発売、Blu-ray / DVDでリリース）
  - ディスク1：本編ディスク（通常版と共通）
  - ディスク2：特典ディスク1（Blu-ray版はBlu-ray、DVD版はDVDで収録）
    - Making of 劇場版 仮面ライダー鎧武 サッカー大決戦!黄金の果実争奪杯! ヒーローニッポン代表の夏 補完版

  - ディスク3：特典ディスク2（Blu-ray版はBlu-ray、DVD版はDVDで収録）
    - 完成披露記者会見
    - 完成披露プレミア上映会舞台挨拶
    - 公開初日舞台挨拶
    - TV SPOT
    - DATA FILE
    - POSTER GALLERY

  - 初回限定特典
    - ライナーカード
    - 特製スリーブケース